# Issepts
Issepts é uma comuna francesa na região administrativa de Occitânia, no departamento de Lot. Estende-se por uma área de 9,15 km². Em 2010 a comuna tinha 256 habitantes (densidade: 28 hab./km²).